# جاسوسية رقمية

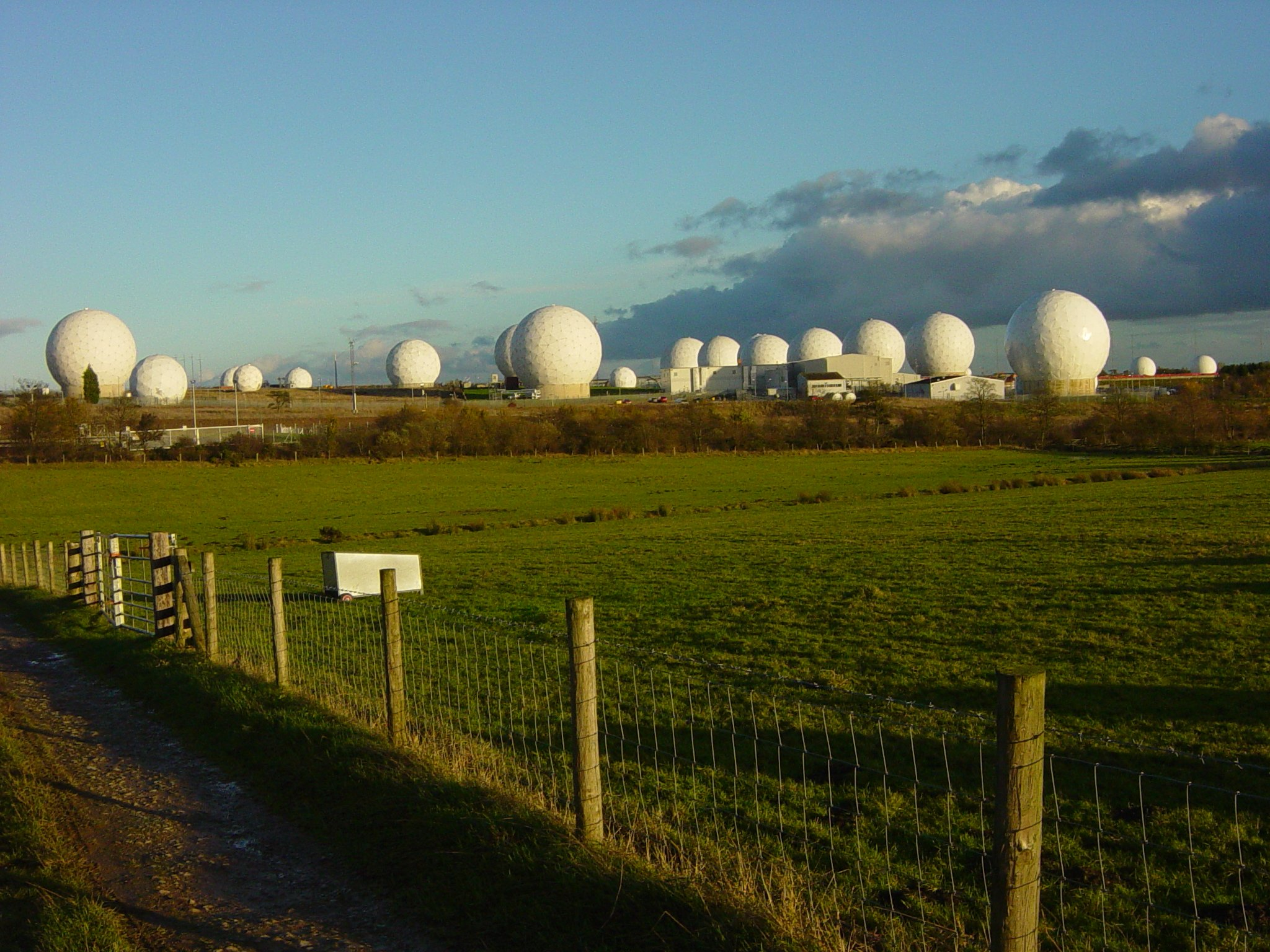
صورة لمركز تنصت في المملكة المتحدة.

شعار وكالة الأمن القومي الأمريكي

الجاسوسية الرقمية ترصد ومراقبة أي الحاسوبية، عن طريق التسلل إلى الأجهزة الحاسوبية أو محاولة إعتراض الإشارات وحزم المعلومات التي ترسل من قبل أجهزتهم عبر الإنترنت. تعتبر الحواسيب أحد أهم وسائل التجسس على المستويات الفردية لقدرة المختصين على تلقي معلومات منها دون علم أصحاب الأجهزة انفسهم. يتم معظم هذا عن طريق شبكات الحاسب التي توصل بها معظم الحواسيب باستخدام ثغرات أمنية أو اختراق أمن الحاسوب security cracking للحصول على وصول للمعلومات المخزنة على الحاسب. غالبا ما تتم عمليات تجسس دولية للحصول على معلومات سرية رسمية لدى الحكومات من قبل حكومات دول أخرى، أو قد يتم التجسس من قبل حكومة بلد على أفراد معينين من النشطاء السياسيين أو أفراد الجريمة المنظمة والعصابات الضخمة والمافيات. يعتمد بعض المخرتقين (كراكر) أحيانا لإدخال برامج تحول الأجهزة الحاسوبية لمكان مناسب للتجسس.

## مقدمة
في عام 2000 ثار جدل كبير حول خصوصية المعلومات الشخصية في الولايات المتحدة وأوروبا عندما كشفت الجهات المسؤولة في المباحث الفيدرالية الأمريكية أنها قامت بتطوير برنامج دعته كارنيفور أو «الملتهم»، ووظيفته التجسس على جميع أنواع الاتصالات التي تتم عبر إنترنت. وعزز هذا الإعلان المخاوف التي كانت موجودة أصلا لدى مجموعات حماية الحرية الشخصية في الولايات المتحدة، بسبب وجود شبكة تجسس عالمية أمريكية أوروبية اسمها هو «إيشيلون Echelon» أسستها وكالة الأمن القومي NSA بالتعاون مع عدد من المؤسسات الاستخبارية العالمية، بهدف التجسس على كافة الاتصالات الرقمية، والسلكية، واللاسلكية، وحتى الاتصالات عبر الأقمار الاصطناعية. وبالطبع، وبعد الأحداث الأخيرة في الولايات المتحدة، اكتسبت هذه الأدوات أهمية خاصة، وربما مبالغ بها. ومن هنا كانت فكرة هذا الموضوع، والذي سنتطرق من خلاله إلى كارنيفور وإيشيلون ببعض من التفصيل لنكشف النقاب عن حقيقة هذين البرنامجين، ومدى فعاليتهما، وهل هما بالفعل بهذه الأهمية التي نصورها.

## كارنيفور، ملتهم البيانات
طبقا لوكالة المباحث الفيدرالية الأمريكية فإن كارنيفور هو نظام كومبيوتري مصمم ليسمح لوكالة المباحث الفيدرالية الأمريكية، وبالتعاون مع الشركة المزودة لخدمات إنترنت، بتطبيق أمر محكمة بجمع معلومات محددة حول رسائل البريد الإلكتروني، أو أية اتصالات إلكترونية أخرى من وإلى مستخدم معين يستهدفه تحقيق ما."
وتقول المباحث الأمريكية بأن اسم كارنيفور Carnivore، وهي كلمة إنجليزية تعني آكل اللحوم، يشير إلى أن البرنامج يقوم بمضغ كافة البيانات المتدفقة عبر شبكة ما، ولكنه يقوم فعليا بالتهام المعلومات التي يسمح بها أمر المحكمة فقط.
ويمكن استخدام كارنيفور بشكلين فقط، الأول هو رصد المعلومات الواردة إلى والصادرة من حساب بريد إلكتروني معين، و/أو رصد حركة البياناتي من وإلى عنوان IP معين. ويتم ذلك بعدة طرق وذلك إما من خلال رصد جميع الترويسات headers الخاصة برسائل البريد الإلكتروني (بما في ذلك عناوين البريد الإلكتروني) الصادرة من والواردة إلى حساب معين، ولكن ليس المحتويات الفعلية (أو خانة الموضوع). والطريقة الأخرى هي رصد جميع الأجهزة المزودة (مزودات الويب، والملفات) التي يقوم المشتبه به بالنفاذ إليها، وذلك من دون رصد المحتوى الفعلي لما ينفذ المستخدم إليه. ويمكن أيضا رصد جميع المستخدمين الذين يقومون بالنفاذ إلى صفحة ويب معينة أو ملف باستخدام FTP وأخيرا، يمكن رصد جميع صفحات إنترنت، وملفات FTP التي يقوم المستخدم بالنفاذ إليها.

## ما هي شبكة إيكيلون Echelon
إيكيلون (ECHELON بالإنجليزية) هو نظام عالمي لرصد البيانات، واعتراضها، ونقلها، يتم تشغيله من قبل مؤسسات استخبارية في خمس دول هي: الولايات المتحدة، والمملكة المتحدة، وكندا، وأستراليا، ونيوزلندا. ومن المعتقد أن الاسم إيكيلون هو التسمية الخاصة بجزء من النظام يقوم باعتراض الاتصالات التي تتم عبر الأقمار الاصطناعية. وتقوم هذه المؤسسات الاستخبارية بالتنسيق بين جهودها استنادا إلى اتفاقية UKUSA والتي تم توقيعها في العام 1947، ولكن نظام إيكيلون المستخدم حاليا ابتدأ العمل منذ عام 1971، وقد توسعت طاقاته وقدراته ومستوى شموليته كثيرا منذ ذلك الحين، ومن المعتقد أن عملياته تغطي كافة أنحاء العالم. وطبقا للتقارير، ومنها التقرير الذي أعدته اللجنة الأوروبية، فإن بإمكان إيكيلون اعتراض وتعقب أكثر من ثلاثة بلايين عملية اتصال يوميا (تشمل كل شيء من المكالمة الهاتفية العادية، والجوالة، واتصالات إنترنت، وانتهاء بالاتصالات التي تتم عبر الأقمار الاصطناعية). ويقوم نظام إيكيلون بجمع كافة هذه الاتصالات دون تمييز ومن ثم تصفيتها وفلترتها باستخدام برامج الذكاء الاصطناعي لإنشاء تقارير استخبارية. وتقول بعض المصادر لأن إيكيلون يقوم بالتجسس على 90% من المعلومات المتداولة عبر إنترنت، وتبقى هذه مجرد إشاعة حيث أنه لا يوجد مصادر يمكنها أن تشير بدقة إلى قدرة النظام.

## إنفوبول-من الاتحاد الأوروبي
وحتى لا يتخلف الأوروبيون عن الركب، فقد قام الاتحاد الأوروبي بإصدار وثيقة أطلق عليها اسم «إنفوبول Enfopol»، والتي تحتوي على كافة المتطلبات التقنية التي ستقوم بتسهيل عملية التصنت للجهات الأمنية عبر أوروبا. ويجري حاليا تطبيق هذه المقاييس على نظم الاتصالات في جميع أرجاء أوروبا.

## الولايات المتحدة-CALEA
يفرض هذا القانون الأمريكي على جميع الشركات المزودة لخدمات الاتصالات السلكية واللاسلكية وخدمات إنترنت، أن تقوم بتعديل معداتها، وقدراتها، بحيث يمكن للجهات الحكومية استخدام هذه المعدات لأغراض التصنت والتجسس.